# Drassodes lacertosus
Drassodes lacertosus är en spindelart som först beskrevs av O. Pickard-Cambridge 1872.  Drassodes lacertosus ingår i släktet Drassodes och familjen plattbuksspindlar. Inga underarter finns listade i Catalogue of Life.